# Réserve naturelle de Marsiliana
Le réserve naturelle de Marsiliana (en italien : Riserva naturale Marsiliana)  est une zone naturelle protégée située sur le commune de Massa Marittima, dans la province de Grosseto en Toscane.

## Historique
La réserve naturelle se trouve presque  entièrement dans le Parc interprovincial de Montioni. Elle est gérée par le Reparto Carabinieri Biodiversità Follonica. L'objectif de conserver et d'améliorer les associations végétales et les habitats naturels, de maintenir la biodiversité et de préserver la vie sauvage.
Son territoire est composé de zones agricoles et de bois, typique des environnements vallonnés de la haute Maremme toscane dans laquelle la présence de zones marginales (écotones), d'une grande importance pour la conservation de la biodiversité, est maximisé. 

## Faune
La faune est typique des milieux écotones de la Maremme, avec la présence de sangliers et de chevreuils, ainsi que des petits mammifères et de renards. On y trouve la présence du loup, espèce protégée par la directive européenne Habitats.
C'est aussi une zone d'élevage et de dressage du « cheval de Maremme » (le Maremmano). À l'intérieur de la réserve se trouve l'École d'équitation du Corps forestier de l'État.

## Flore
Les bois sont issus de taillis anciens, avec du chêne vert et du chêne pubescent.
Sur les collines et dans les zones caractérisées par une fertilité moindre, la physionomie des bois est celle du maquis méditerranéen caractérisé par une grande richesse spécifique, avec chêne vert, arbousier, bruyère et arbustes xérophytes.

## Source
- (it) Cet article est partiellement ou en totalité issu de l’article de Wikipédia en italien intitulé « Riserva naturale Marsiliana » (voir la liste des auteurs).